# Napoli (1908)
«Наполі» (італ. Napoli) — броненосець-пре-дредноут типу «Реджина Елена» Королівських ВМС Італії початку XX століття. 

## Історія створення
Броненосець «Наполі» був закладений 20 вересня 1903 року на верфі флоту у місті Ла-Спеція. Спущений на воду 21 квітня 1907 року, вступив у стрій 17 грудня 1908 року.

## Історія служби
Після вступу у стрій броненосець «Наполі» був включений до складу Середземноморської ескадри.
З початком італійсько-турецької війни «Наполі» разом з однотипними броненосцями був включений до складу 1-ї дивізії 1-ї ескадри під командуванням адмірала Аугусто Обрі. Незабаром «Наполі», «Рома» та крейсери «Піза» і «Амальфі» здійснювали блокаду Триполі.
18 жовтня 1911 року 1-ша дивізія броненосців та 3 крейсери супроводжували конвой транспортів, які перевозили 2-гу піхотну дивізію до Бенгазі. Коли османи відмовились капітулювати, італійський флот відкрив вогонь по місту, а піхота почала десантування. Італійці змусили османів відступити і захопили місто 29 жовтня.
У листопаді османи розпочали велику спробу повернути собі місто. Ближче до кінця місяця італійці розпочали контратаку, яка складалася з трьох батальйонів піхоти та 150 чоловік з «Наполі».
До грудня італійські кораблі були розосереджені в портах Киренаїки. «Наполі» залишився в Дерні. На початку 1912 року більшість кораблів повернулись до Італії для ремонту, біля Лівії залишилась невелика кількість крейсерів та легких кораблів для патрулювання узбережжя.
13 квітня 1912 року 1-ша дивізія броненосців вирушила в Егейське море, супроводжуючи кораблі з десантом. 4 травня був висаджений десант на острові Родос. Наступного дня італійські війська захопили місто Родос. В період з 8 по 20 травня «Наполі» брав участь у захопленні Додеканеських  островів. Надалі 1-ша дивізія патрулювала Егейське море, щоб запобігти спробам турецького десанту на захоплені острови. Наприкінці серпня дивізія вирушила в Італію для ремонту.
Після вступу Італії у Першу світову війну «Наполі» та однотипні броненосці були включені до складу 2-ї дивізії. Але командувач італійського флоту адмірал Паоло Таон ді Ревель не наважувався залучати великі кораблі до бойових дій, побоюючись ворожих підводних човнів, і намагаючись зберегти їх для імовірної великої битви з австро-угорським флотом. Тому «Рома» всю війну здійснював переходи між Бріндізі, Таранто та Вльорою, і в бойових діях участі не брав.
Відповідно до Вашингтонської морської угоди 1922 року Італія могла залишити у строю броненосці типу «Реджина Елена», але не могла замінити їх новими лінкорами. Тим не менше, 3 вересня 1926 року корабель був виключений зі складу флоту і зданий на злам.